# Lista de filmes com temática LGBT de 2013
Esta é uma lista de filmes que contém personagens e/ou temática lésbica, gay, bissexual, ou transgênera lançados em 2013.
| Título                                                                   | Diretor                                                 | País                                                | Gênero                              | Elenco | Anotações |
| ------------------------------------------------------------------------ | ------------------------------------------------------- | --------------------------------------------------- | ----------------------------------- | --- | --- |
| &Me                                                                      | Norbert ter Hall                                        | Países Baixos                                       | Romance                             | Teun Luijkx, Verónica Echegui, Mark Waschke, Rafael Cebrian, Rossy de Palma, Howard Charles                  | Uma jovem estudante de direito vai até Bruxelas e conhece um homem alemão mais velho                                                                                  |
| 10.000 noches en ninguna parte                                           | Ramón Salazar                                           | Espanha, França, Alemanha                           | Drama                               | Lola Dueñas, Najwa Nimri, Andrés Gertrúdix, Susi Sánchez                                                     | trad. 10.000 Noites em Lugar Nenhum |
| 11 Freundinnen                                                           | Sung Hyung Cho                                          | Alemanha                                            | Documentário                        | Bianca Schmidt, Lira Bajramaj, Dszenifer Marozsán, Michael Fuchs, Arno Schimpf                               | Segue a seleção alemã de futebol feminino pelo verão de 2011 |
| 15 años y un día                                                         | Gracia Querejeta                                        | Espanha                                             | Drama                               | Maribel Verdú, Belén López, Tito Valverde, Arón Piper, Boris Cucalón, Susi Sánchez                           | |
| 20 Leugens, 4 ouders en één scharrelei                                   | Hanro Smitsman                                          | Países Baixos                                       | Comédia, Romance                    | Nils Verkooijen, Mark Ram, Marcel Musters, Anneke Blok, Marieke Heebink, Valerie Pos                         | Um casal gay é surpreendido pelo filho esquecido de um deles, expulso de casa por sua mãe e a namorada dela                                                           |
| 52 Tuesdays                                                              | Sophie Hyde                                             | Austrália                                           | Drama                               | Tilda Cobham-Hervey, Del Herbert-Jane                                                                        | trad. Toda terça-feira Uma adolescente lida com a transição de gênero de sua mãe                                                                                      |
| Die 727 Tage ohne Karamo                                                 | Anja Salomonowitz                                       | Áustria                                             | Documentário                        | | Segue 21 casais, todos com um dos parceiros sendo um imigrante não-europeu, que devem confrontar uma nova lei de imigração                                            |
| Ab                                                                       | Iván Fund, Andreas Koedfoed                             | Argentina                                           | Documentário                        | Araceli Castellanos Gotte, Belén Werbach                                                                     | Duas amigas procuram um lar para filhotes de cachorro abandonados |
| The Abominable Crime                                                     | Micah Fink                                              | Jamaica                                             | Documentário                        | | Explora a cultura homofóbica da Jamaica através dos olhos de pessoas LGBT do país                                                                                     |
| Adult World                                                              | Scott Coffey                                            | EUA                                                 | Comédia                             | Emma Roberts, John Cusack, Evan Peters, Armando Riesco, Shannon Woodward, Chris Riggi                        | trad. Vida de Adulto |
| After the Dark                                                           | John Huddles                                            | EUA, Indonésia                                      | Ficção Científica, Drama, Suspense  | James D'Arcy, Sophie Lowe, Rhys Wakefield, Bonnie Wright, Daryl Sabara, Abhi Sinha                           | |
| Aleksandr's Price                                                        | Pau Masó                                                | EUA                                                 | Drama                               | Pau Masó, Josh Berresford, Anatoli Grek                                                                      | Um imigrante ilegal russo em Manhattan começa a se prostituir depois que sua mãe se suicida                                                                           |
| Alice Walker: Beauty in Truth                                            | Pratibha Parmar                                         | EUA, Reino Unido                                    | Documentário                        | Angela Davis, Danny Glover, Peter Guber, Quincy Jones, Jewelle Gomez                                         | Segue a vida da autora, poeta, e ativista ganhadora do Prêmio Pulitzer, Alice Walker                                                                                  |
| All Cheerleaders Die                                                     | Lucky McKee, Chris Sivertson                            | EUA                                                 | Comédia, Terror, Suspense           | Caitlin Stasey, Sianoa Smit-McPhee, Brooke Butler, Tom Williamson, Michael Bowen                             | |
| Os Amantes Passageiros                                                   | Pedro Almodóvar                                         | Espanha                                             | Comédia, Drama                      | Javier Cámara, Antonio de la Torra, Raúl Arévalo, Carlos Areces, Lola Dueñas, Cecilia Roth                   | [ 12 ] |
| Amar es bendito                                                          | Liliana Paolinelli                                      | Argentina                                           | Comédia, Romance                    | Claudia Cantero, Carolina Solari, Carlos Possentini, Fabiana Ochotorena, Mara Santucho                       | Um casal de lésbicas entra em crise com o surgimento de uma terceira mulher                                                                                           |
| American Vagabond                                                        | Susanna Helke                                           | Finlândia, Dinamarca                                | Documentário                        | James Temple, Tyler Johnson                                                                                  | Um casal gay se muda para São Francisco depois que um deles é expulso se casa pelos pais ao se assumir                                                                |
| Âncora do Marujo                                                         | Victor Nascimento                                       | Brasil                                              | Documentário                        | Jean Carlos, Nilson Santos, Valecio Santos                                                                   | Conta a história do Âncora do Marujo, bar da cena LGBT soteropolitana                                                                                                 |
| And You Belong                                                           | Julia Ostertag                                          | EUA                                                 | Documentário                        | Cindy Wonderful, Sarah Adorable, BadKat, Joey Casio, Nicky Click                                             | Uma viagem visual e musical pelo mundo da música queer underground |
| The Animal Project                                                       | Ingrid Veninger                                         | Canadá                                              | Comédia, Drama                      | Aaron Poole, Hannah Cheesman, Joanne Vannicola, Sarena Parmar, Kate Corbett                                  | Um professor de teatro tenta tirar seus alunos de suas zona de conforto                                                                                               |
| Anni felici                                                              | Daniele Luchetti                                        | Itália                                              | Drama, Romance                      | Kim Rossi Stuart, Micaela Ramazzotti, Martina Gedeck, Niccolò Calvagna, Samuel Garofalo                      | trad. Anos Felizes A vida de um artista medíocre vira de cabeça para baixo quando descobre a infidelidade de sua esposa                                               |
| El árbol magnético                                                       | Isabel de Ayguavives                                    | Espanha, Chile                                      | Drama                               | Andrés Gertrúdix, Manuela Martelli, Catalina Saavedra, Gonzalo Robles, Blanca Lewin, Juan Pablo Larenas      | Um jovem retorna a casa de sua família no Chile, e uma visita a famosa 'árvore magnética' desperta sentimentos esquecidos                                             |
| L'Armée du Salut                                                         | Abdellah Taïa                                           | Marrocos, França                                    | Drama                               | Said Mrini, Karim Ait M'Hand, Amine Ennaji, Frédéric Landenberg                                              | Um adolescente gay de Casablanca tenta construir sua vida |
| Around the Block                                                         | Sarah Spillane                                          | Austrália, EUA                                      | Drama                               | Christina Ricci, Jack Thompson, Damian Walshe-Howling, Matt Nable, Daniel Henshall                           | Um jovem aborígene está dividido entre um amor inesperado e a desintegração de sua família                                                                            |
| Ashley                                                                   | Dean Ronalds                                            | EUA                                                 | Drama                               | Nicole Fox, Nicole Buehrer, Jennifer Taylor, Michael Madsen, Tom Malloy                                      | Uma adolescente tem um relacionamento online com uma mulher mais velha                                                                                                |
| Baat Bann Gayi                                                           | Shuja Ali                                               | Índia                                               | Comédia, Romance                    | Ali Fazal, Gulshan Grover, Anisa Butt, Amrita Raichand, Razak Khan                                           | [ 23 ] |
| Bambi                                                                    | Sébastien Lifshitz                                      | França                                              | Documentário                        | Marie-Pierre Pruvot                                                                                          | Sobre Marie-Pierre Pruvot, argelina que foi dançarina em Paris nas décadas de 50 e 60                                                                                 |
| Bamboo Flowers                                                           | Maryo J. de los Reyes                                   | Filipinas                                           | Drama                               | Ruru Madrid, Mylene Dizon, Max Collins, Yogo Singh, Orlando Sol, Irma Adlawan                                | [ 25 ] |
| Barcelona nit d'estiu                                                    | Dani de la Orden                                        | Espanha                                             | Drama, Comédia, Romance             | Francesc Colomer, Jan Cornet, Mar del Hoyo, Miki Esparbé, Sara Espígul, Bárbara Santa-Cruz                   | trad. Noite de Verão em Barcelona Segue seis histórias de amor desencadeadas passagem de um cometa pelo céu de Barcelona                                              |
| The Battle of Amfar                                                      | Rob Epstein, Jeffrey Friedman                           | EUA                                                 | Documentário                        | Mathilde Krim, Elizabeth Taylor                                                                              | Sobre a fundação da amfAR, a primeira fundação e centro de pesquisas sobre a AIDS                                                                                     |
| The Battle of the Sexes                                                  | James Erskine, Zara Hayes                               | EUA                                                 | Documentário                        | Billie Jean King, Chris Evert, Bobby Riggs, Serena Williams, Maria Sharapova                                 | Os eventos que levaram à partida de tênis entre o campeão masculino Bobby Riggs e a campeã feminina Billie Jean King, em 1973                                         |
| Bayou Maharajah                                                          | Lily Keber                                              | EUA                                                 | Documentário                        | James Booker, Dr. John                                                                                       | Sobre o músico James Booker, descrito como 'o melhor pianista negro, gay, caolho, e viciado de Nova Orleans'                                                          |
| Before You Know It                                                       | PJ Raval                                                | EUA                                                 | Documentário                        | Dennis Creamer, Ty Martin, Robert Mainor, Dixie Monroe, Carly Davin Nation                                   | Idosos gays falam sobre seu passado |
| Behind the Candelabra                                                    | Steven Soderbergh                                       | EUA                                                 | Biográfico, Drama                   | Michael Douglas, Matt Damon, Dan Aykroyd, Scott Bakula, Rob Lowe, Debbie Reynolds                            | Segue os últimos anos de vida do cantor Liberace |
| Bekikang: Ang nanay kong beki                                            | Wenn V. Deramas                                         | Filipinas                                           | Comédia                             | Joey Paras, Tom Rodriguez, Tirso Cruz III, Lassy Marquez, Atak Arana, Nikki Valdez                           | Um homem gay cria o filho de seu amigo após este desaparecer, mas anos depois ele retorna com a mãe da criança                                                        |
| Benim Çocuğum                                                            | Can Candan                                              | Turquia                                             | Documentário                        | Sule Ceylan, Ömer Ceylan, Günseli Dum, H. Metehan Ozkan, Mehmet Tarhan, Sema Yakar                           | Segue um grupo de parentes de pessoas LGBT turcas |
| Beside Still Waters                                                      | Chris Lowell                                            | EUA                                                 | Drama, Comédia                      | Ryan Eggold, Beck Bennett, Will Brill, Brett Dalton, Erin Darke, Jessy Hodges                                | Um homem tenta seguir em frente após a morte de seus pais |
| Bette Bourne: It Goes with the Shoes                                     | Jeremy Jeffs, Mark Ravenhill                            | Reuni Unido                                         | Documentário                        | Bette Bourne, Mark Ravenhill                                                                                 | Um encontro com o ativista gay dos anos 70 e 80, Bette Bourne |
| Big Gay Love                                                             | Ringo Le                                                | EUA                                                 | Comédia, Romance                    | Nicholas Brendon, Jonathan Lisecki, Ann Walker                                                               | Um homem gay acima do peso conhece o amor de sua vida, mas suas inseguranças atrapalham tudo                                                                          |
| Big Joy: The Adventures of James Broughton                               | Eric Slade, Stephen Silha                               | EUA                                                 | Documentário                        | Davey Havok, Armistead Maupin, George Kuchar, Anna Halprin, Joel Singer                                      | Sobre James Broughton, precursor do movimento beat e pioneiro do cinema experimental                                                                                  |
| Birthday Cake                                                            | Chad Darnell                                            | EUA                                                 | Comédia                             | Chad Darnell, Rib Hillis, Helen Shaver, Lee Meriwether, Jane Badler, Peter Paige                             | Mocumentário que segue a festa de aniversário desastrosa que um ator de novela e seu marido planejam para a filha                                                     |
| Black Box                                                                | Stephen Cone                                            | EUA                                                 | Drama                               | Josephine Decker, Austin Pendleton, Jaclyn Hennell, Alex Weisman, Nick Vidal, Dennis Grimes                  | [ 38 ] |
| The Bling Ring                                                           | Sofia Coppola                                           | EUA, Reino Unido, Japão, França, Alemanha           | Drama, Crime                        | Katie Chang, Israel Broussard, Emma Watson, Taissa Farmiga, Claire Julien                                    | |
| Bokutachi no kougen hoteru (僕たちの高原ホテル)                          | Takeshi Yokoi                                           | Japão                                               | Drama                               | Hamao Kyosuke, Watanabe Daisuke, Wada Takuma, Honda Takafumi, Takasaki Shungo, Mabuchi Erica                 | Um jovem e solitário faxineiro conhece o novo gerente do hotel onde trabalha                                                                                          |
| Boven is Het Stil                                                        | Nanouk Leopold                                          | Países Baixos                                       | Drama                               | Jeroen Willems, Martijn Lakemeier, Henri Garcin, Wim Opbrouck, Lies Visschedijk                              | Com sua vida dominada por seu pai idoso, um fazendeiro fica fascinado com um jovem que procura trabalho                                                               |
| Born This Way                                                            | Shaun Kadlec, Deb Tullmann                              | Camarões                                            | Documentário                        | | Sobre a secreta comunidade LGBT de Camarões, onde a homossexualidade é ilegal                                                                                         |
| Breaking Through                                                         | Cindy L. Abel                                           | EUA                                                 | Documentário                        | Tammy Baldwin, Alex Wan, Kathy Webb, Barney Frank                                                            | Sobre políticos que dirigiram abertamente campanhas LGBT, e venceram                                                                                                  |
| Bridegroom                                                               | Linda Bloodworth-Thomason                               | EUA                                                 | Documentário                        | Shane Bitney Crone, Tom Bridegroom                                                                           | Um homem luta para ser reconhecido como viúvo depois da morte de seu parceiro                                                                                         |
| The Brides of Sodom                                                      | Creep Creepersin                                        | EUA                                                 | Fantasia, Terror, Ficção Científica | Domiziano Arcangeli, Greg Duke, Rachel Zeskind, Peter Stickles, Beverly Lynne, Dylan Vox                     | Em um futuro pós-apocalíptico dominado por vampiros e bruxas, um vampiro se apaixona por um humano                                                                    |
| Bromance: My Brother's Romance                                           | Wenn V. Deramas                                         | Filipinas                                           | Comédia                             | Zanjoe Marudo, Cristine Reyes, Manuel Chua, Maricar De Mesa, Boom Labrusca, Lassy Marquez                    | Um homem finge ser seu irmão gay para conseguir fechar um negócio e começa a ver o mundo pelos olhos dele                                                             |
| Bruno & Earlene Go to Vegas                                              | Simon Savory                                            | Reino Unido, EUA, França                            | Aventura, Drama                     | Miles Szanto, Ashleigh Sumner, Barrett Crake, Phillip Evelyn, Clarissa Thibeaux, Janice Danielle             | Uma mulher vai até Venice após fugir de uma antiga paixão e faz amizade com um skatista intersexo                                                                     |
| Burning Blue                                                             | D.M.W Greer                                             | EUA                                                 | Drama                               | Trent Ford, Tammy Blanchard, Morgan Spector, Rob Mayes, William Lee Scott, Cotter Smith                      | |
| Cal                                                                      | Christian Martin                                        | Reino Unido                                         | Drama                               | Wayne Virgo, Tom Payne, Emily Corcoran, Lucy Russell, Simon Cook                                             | Uma continuação do filme Shank de 2009 |
| Camp Beaverton: Meet the Beavers                                         | Beth Nelsen, Ana Grillo                                 | EUA                                                 | Documentário                        | | Sobre o Camp Beaverton, que reúne mulheres trans e cisgêneras no intuito de explorar o sexo e a sexualidade                                                           |
| The Canyons                                                              | Paul Schrader                                           | EUA                                                 | Suspense, Drama, Erótico            | Lindsay Lohan, James Deen, Nolan Gerard Funk, Amanda Brooks                                                  | |
| Capital Games                                                            | Ilo Orleans                                             | EUA                                                 | Drama                               | Rebekah Apodaca, Lena Ann Balambao, Cristo Cabrera, Paul Caster, Julian Cordova, Gregor Cosgrove             | Dois homens ambiciosos competem pra alcançar o posto de executivo em uma agência de publicidade                                                                       |
| Casse-Tête Chinois                                                       | Cédric Klapisch                                         | França                                              | Comédia, Drama                      | Romain Duris, Audrey Tautou, Cécile de France, Kelly Reilly, Sandrine Holt, Flore Bonaventura                | |
| Cerro Torre: A Snowball's Chance in Hell                                 | Thomas Dirnhofer                                        | Áustria, EUA, Reino Unido, Argentina                | Documentário                        | David Lama, Peter Ortner, Toni Ponholzer, Jim Bridwell                                                       | Na Patagônia, um alpinista e seu parceiro decidem subir a perigosa ala sudeste da montanha Cerro Torre                                                                |
| Chastity Bites                                                           | John V. Knowles                                         | EUA                                                 | Comédia, Terror                     | Allison Scagliotti, Louise Griffiths, Eduardo Rioseco, Chloë Crampton, Amy Okuda, Sarah Stouffer             | A sanguinária condessa Isabel Bathory continua viva nos dias de hoje e procura novas vítimas                                                                          |
| Chemi sabnis naketsi (ჩემი საბნის ნაკეცი)                                | Zaza Rusadze                                            | Geórgia                                             | Drama                               | Tornike Bziava, Tornike Gogrichiani, Giorgi Nakashidze, Avtandil Makharadze, Zura Kipshidze                  | trad. Uma Dobra em meu Cobertor Após se formar em uma universidade do exterior, um jovem retorna a sua pequena cidade natal                                           |
| Chez Nous                                                                | Tim Oliehoek                                            | Países Baixos, Bélgica                              | Comédia, Ação                       | Alex Klaasen, Achmed Akkabi, Thomas Acda, Jack Wouterse, Isa Hoes, Peter Faber                               | Para evitar que o bar gay titular seja vendido, seus frequentadores planejam roubar um colar de diamantes do museu                                                    |
| Chuppan Chupai                                                           | Saadat Munir, Saad Khan                                 | Paquistão                                           | Documentário                        | Neeli Rana                                                                                                   | Mostra as experiências, os conflitos, e a luta por direitos da comunidade LGBT no Paquistão ao seguir quatro pessoas                                                  |
| Coming Out                                                               | Dénes Orosz                                             | Hungria                                             | Comédia                             | Sándor Csányi, Kátya Tompos, Gábor Karalyos, Anikó Für, József Gyabronka, Klára Nényei                       | A maior personalidade gay da Hungria começa a sentir atração por mulheres dias antes de se casar com seu parceiro                                                     |
| Compulsion                                                               | Egidio Coccimiglio                                      | Canadá                                              | Suspense, Comédia                   | Heather Graham, Carrie-Anne Moss, Joe Mantegna, Kevin Dillon, Kate Trotter                                   | trad. Compulsão Assassina Uma cozinheira termina com o namorado e fica obcecada com sua vizinha                                                                       |
| Concrete Blondes                                                         | Nicholas Kalikow                                        | EUA                                                 | Ação, Crime, Comédia                | Carly Pope, Samaire Armstrong, Diora Baird, John Rhys-Davies, Brian Thomas Smith, James Bamford              | trad. Três Louras Contra a Máfia Após uma festa louca, três mulheres encontram uma mala com 3 milhões de dólares                                                      |
| Concussion                                                               | Stacie Passon                                           | EUA                                                 | Drama                               | Robin Weigert, Ben Shenkman, Janel Moloney, Emily Kinney, Maggie Siff                                        | |
| Confusion Na Wa                                                          | Kenneth Gyang                                           | Nigéria                                             | Comédia, Crime, Drama               | Ramsey Nouah, Ali Nuhu, OC Ukeje, Gold Ikponmwosa, Tunde Aladese, Tony Goodman                               | Dois golpistas tentam extorquir um homem depois de ver um conteúdo comprometedor no celular dele                                                                      |
| Continental                                                              | Malcolm Ingram                                          | EUA                                                 | Documentário                        | Jaye P. Morgan, Holly Woodlawn, Michael Musto, Frankie Knuckles, Sarah Dash                                  | Sobre o Continental Baths, uma sauna gay histórica de Nova Iorque |
| Contracted                                                               | Eric England                                            | EUA                                                 | Terror                              | Najarra Townsend, Caroline Williams, Alice Macdonald                                                         | Uma jovem lésbica contrai uma misteriosa doença sexualmente transmissível depois de ser estuprada                                                                     |
| Crô: O Filme                                                             | Bruno Barreto                                           | Brasil                                              | Comédia                             | Marcelo Serrado, Alexandre Nero, Kátia Moraes, Ivete Sangalo, Carolina Ferraz, Gaby Amarantos                | |
| Cupcakes (בננות)                                                         | Eytan Fox                                               | Israel                                              | Comédia                             | Ofer Shechter, Anat Waxman, Yael Bar Zohar, Efrat Dor, Dana Ivgy, Keren Berger                               | trad. Cupcakes: Música e Fantasia Um grupo de fãs são escolhidos para representar seu país no festival de música que adoram                                           |
| Dallas Buyers Club                                                       | Jean-Marc Vallée                                        | EUA                                                 | Drama                               | Matthew McConaughey, Jared Leto, Jennifer Garner, Denis O'Hare, Steve Zahn, Dallas Roberts                   | Baseado na vida de Ron Woodroof |
| Dampfnudelblues                                                          | Ed Herzog                                               | Alemanha                                            | Crime, Comédia                      | Sebastian Bezzel, Simon Schwarz, Eisi Gulp, Ilse Neubauer, Lisa Maria Potthoff, Gerhard Wittmann             | [ 61 ] |
| Derby Crazy Love                                                         | Maya Gallus, Justine Pimlott                            | Canadá                                              | Documentário                        | | Sobre o mundo cheio de adrenalina do roller derby competitivo feminino                                                                                                |
| Deseo                                                                    | Antonio Zavala                                          | México                                              | Drama, Romance, Comédia             | Paola Nuñez, Edith González, Pedro Damián, Paulina Gaitan, Gerardo Taracena                                  | Adaptação moderna da peça Reigen de Arthur Schnitzler |
| Deshora                                                                  | Barbara Sarasola-Day                                    | Argentina                                           | Drama                               | Alejandro Buitrago, Luis Ziembrowski, María Ucedo, Marta Lubos                                               | trad. Fora de Hora Um triângulo amoroso se desenvolve entre um casal com problemas e o primo da esposa                                                                |
| El día trajo la oscuridad                                                | Martín Desalvo                                          | Argentina                                           | Terror                              | Pablo Caramelo, Marta Lubos, Romina Paula, Mora Recalde, Luciano Suardi                                      | Com o vírus da raiva se espalhando por sua vila, uma mulher recebe a visita de sua prima, que sofre de uma doença misteriosa                                          |
| Doce Amianto                                                             | Guto Parente, Uirá dos Reis                             | Brasil                                              | Fantasia, Drama, Comédia            | Deynne Augusto, Uirá dos Reis, Dario Oliveira, Rodrigo Fernandes, Rafaela Diógenes                           | Delirando depois de ser abandonada pelo namorado, uma travesti conta com a ajuda de uma fantasma para encontrar a felicidade                                          |
| Documented                                                               | Jose Antonio Vargas                                     | EUA                                                 | Documentário                        | Jose Antonio Vargas                                                                                          | O diretor, jornalista gay vencedor do Pulitzer, mostra a jornada de sua família até os EUA como imigrantes clandestinos                                               |
| The Dog                                                                  | Allison Berg, Frank Keraudren                           | EUA                                                 | Documentário                        | John Wojtowicz, Carmen Bifulco, Jeremy Bowker                                                                | trad. Um Dia de Cão: a Verdadeira História de John Wojtowicz Sobre John Wojtowicz, cuja história inspirou o filme Um Dia de Cão de 1975                               |
| Dos amigos                                                               | Polo Menárguez                                          | Espanha                                             | Drama, Comédia                      | Font García, Jorge Monje                                                                                     | Em uma viagem pelo interior, dois amigos de longa data confrontam seus sentimentos                                                                                    |
| Dream On                                                                 | Lloyd Eyre-Morgan                                       | Reino Unido                                         | Drama, Romance                      | Bradley Cross, Joe Gosling, Janet Bamford, Emily Spowage, Matthew Seber                                      | Dois jovens se conhecem em um acampamento nos anos 80 |
| Drei in einem Bett                                                       | Wilhelm Engelhardt                                      | Alemanha                                            | Comédia, Romance                    | Nadja Becker, Rüdiger Klink, Maximilian Grill, Christine Sommer, Grischa Huber, Otto Mellies                 | [ 71 ] |
| Los dueños                                                               | Ezequiel Radusky, Agustín Toscano                       | Argentina                                           | Drama, Comédia                      | Rosario Bléfari, Germán de Silva, Sergio Prina, Cynthia Avellaneda, Liliana Juárez, Nicolás Aráoz            | trad. Os Donos Uma família de empregados de uma fazenda ficam na dos patrões quando estes viajam, mas a filha deles chega inesperadamente                             |
| La dune                                                                  | Yossi Aviram                                            | França, Israel                                      | Drama                               | Niels Arestrup, Lior Ashkenazi, Guy Marchand, Emma de Caunes, Moni Moshonov                                  | Quando um estranho silencioso é encontrado desacordado na praia, um detetive gay começa a investigá-lo                                                                |
| Dvojina                                                                  | Nejc Gazvoda                                            | Eslovênia, Croácia, Dinamarca                       | Drama                               | Nina Rakovec, Mia Nielsen-Jexen, Branko Čakarmiš, Marjan Brulc, Olga Frank, Tilen Lapajne                    | Quando seu avião faz um pouso de emergência em Liubliana, uma jovem dinamarquesa conhece uma eslovena                                                                 |
| E Agora? Lembra-me                                                       | Joaquim Pinto                                           | Portugal                                            | Documentário                        | Joaquim Pinto, Nuno Leonel                                                                                   | Uma autobiografia do diretor |
| Eastern Boys                                                             | Robin Campillo                                          | França                                              | Drama                               | Olivier Rabourdin, Kirill Emelyanov, Danil Vorobyev                                                          | trad. Garotos do Leste Um empresário de meia idade tem um acordo com um jovem prostituto ucraniano                                                                    |
| Echolot                                                                  | Athanasios Karanikolas                                  | Alemanha                                            | Drama                               | Nina Horvath, Julian Keck, Aenne Schwarz, Lena Vogt, Martin Aselmann                                         | Um ano depois da morte de um amigo, um grupo de jovens se reúne para homenageá-lo                                                                                     |
| Een Man Weet Niet Wat Hij Mist                                           | Nicolaas Veul, Tim den Besten                           | Países Baixos                                       | Documentário                        | Tim den Besten, Judy Minx, Nicolaas Veul                                                                     | Explora a fluidez da sexualidade ao seguir um homem gay procurando sexo com uma mulher                                                                                |
| En donde chocan las olas                                                 | Abraham Miranda                                         | México                                              | Romance, Drama                      | Saúl Mercado, Javier Noriega, Rocío Vázquez                                                                  | Um homem em viagem de negócios se apaixona por um empresário libanês em Acapulco                                                                                      |
| The End of Cruising                                                      | Todd Verow, Antony Hickling, Charles Lum, Xavier Stentz | EUA                                                 | Documentário                        | Philly Abe, Mike Dreyden, Dave Hickey, Antony Hickling, James Kleinmann, Ashley Ryder                        | [ 79 ] |
| Eschyo chutok, mrazi!                                                    | Madina Mustafina                                        | Cazaquistão                                         | Documentário                        | Madina Mustafina                                                                                             | Também conhecido como Come On, Scumbags, segue a vida de uma garota trans                                                                                             |
| Los Exóticos                                                             | Michael Ramos Araizaga                                  | México                                              | Documentário                        | Saúl Armendáriz,                                                                                             | As histórias de lutadores mexicanos que interpretando personagens exóticos                                                                                            |
| Exposed                                                                  | Beth B                                                  | EUA                                                 | Documentário                        | Julie Atlas Muz, Mat Fraser, Bunny Love, Dirty Martini, James Habacker, Bambi the Mermaid                    | 8 homens e mulheres de todos os tipos de corpos fazem espetáculos burlescos nus                                                                                       |
| Face 2 Face                                                              | Katherine Brooks                                        | EUA                                                 | Documentário                        | Katherine Brooks, Jenae Castanon, Maggie Chmiel, Kelly Clement, Nikki Collier, Jessica Collins               | Uma mulher viaja pelo país para conhecer 50 amigos do Facebook |
| Fall to Grace                                                            | Alexandra Pelosi                                        | EUA                                                 | Documentário                        | Jim McGreevey, Oscar Aviles, Geoff Curtiss, Stephen Haller                                                   | trad. Cair na Graça Sobre Jim McGreevey, governador de Nova Jersey que renunciou o cargo em 2004 e saiu do armário                                                    |
| The Falls: Testament Of Love                                             | Jon García                                              | EUA                                                 | Drama, Romance                      | Nick Ferrucci, Benjamin Farmer, Brian Allard, Hannah Barefoot, Bryan Bernart, Andrew Bray                    | Continuação do filme de 2012, onde dois missionários mórmons se reencontram cinco anos depois de terem se apaixonado                                                  |
| Una familia gay                                                          | Maximiliano Pelosi                                      | Argentina                                           | Documentário                        | Luciano Linardi, Ricardo Moriello, Maximiliano Pelosi                                                        | Após a legalização do casamento entre pessoas do mesmo sexo na Argentina, um homem se pergunta se quer se casar com seu namorado                                      |
| Familias por Igual                                                       | Marcos Duszczak, Rodolfo Moro                           | Argentina                                           | Documentário                        | | entrevista diversas famíliashomoparentais, além de jornalistas, psiquiatras e advogados                                                                               |
| Felix Austria!                                                           | Christine Beebe                                         | Áustria, EUA                                        | Documentário                        | Felix Pfeifle, Otto von Habsburg, Tatyana Yassukovich, Robert Dassanowsky                                    | Após descobrir que tem uma doença genética incurável, um homem muda de nome e tenta fazer amizade com o Príncipe Herdeiro da Áustria                                  |
| Fifi Az Khoshhali Zooze Mikeshad (فی‌فی از خوشحالی زوزه می‌کشد)            | Mitra Farahani                                          | Irã, EUA, França                                    | Documentário                        | Bahman Mohasses                                                                                              | trad. Fifi Grita de Felicidade Sobre o artista iraniano Bahman Mohassess                                                                                              |
| Finding Neighbors                                                        | Ron Judkins                                             | EUA                                                 | Drama, Comédia                      | Michael O'Keefe, Catherine Dent, Blake Bashoff, Julie Mond, Sean Patrick Thomas, Mike Genovese               | Um novelista gráfico de meia idade cria um laço com seu novo vizinho                                                                                                  |
| First Comes Love                                                         | Nina Davenport                                          | EUA                                                 | Documentário                        | Nina Davenport, Eric E. Oleson                                                                               | A diretora documenta sua jornada de maternidade como uma mulher solteira de 40 anos                                                                                   |
| First Period                                                             | Charlie Vaughn                                          | EUA                                                 | Comédia                             | Brandon Alexander III, Dudley Beene, Lauren Rose Lewis, Michael Turchin, Leigh Wakeford                      | [ 92 ] |
| Five Dances                                                              | Alan Brown                                              | EUA                                                 | Drama                               | Ryan Steele, Reed Luplau, Catherine Miller, Kimiye Corwin, Luke Murphy                                       | |
| Flores Raras                                                             | Bruno Barreto                                           | Brasil                                              | Romance, Drama, Biográfico          | Glória Pires, Miranda Otto, Tracy Middendorf, Treat Williams, Marcello Airoldi                               | Sobre o relacionamento entre a poetisa americana Elizabeth Bishop e arquiteta brasileira Lota de Macedo Soares                                                        |
| Flyover Country                                                          | Jim Fields                                              | EUA                                                 | Comédia, Drama                      | Joanna Kingsbury, Andrew Fleer, Megan Shepherd, Eric Moyer, Shaun Vetick                                     | A amizade entre dois universitários é testada quando um descobre que o outro é gay                                                                                    |
| The Foxy Merkins                                                         | Madeleine Olnek                                         | EUA                                                 | Comédia, Drama                      | Lisa Haas, Jackie Monahan, Susan Ziegler, Alex Karpovsky, Dennis Davis, Rae C. Wright                        | Duas prostitutas lésbicas se aventuram juntas pela cidade |
| Freier Fall                                                              | Stephan Lacant                                          | Alemanha                                            | Drama                               | Hanno Koffler, Max Riemelt, Katharina Schüttler, Oliver Bröcker, Stephanie Schönfeld, Britta Hammelstein     | |
| Fuoristrada                                                              | Elisa Amoruso                                           | Itália                                              | Documentário                        | Marioara Dadiloveanu, Giuseppe Della Pelle                                                                   | Uma mecânica trans se apaixona pela enfermeira romena de sua mãe |
| G.B.F.                                                                   | Darren Stein                                            | EUA                                                 | Comédia                             | Sasha Pieterse, Natasha Lyonne, Evanna Lynch, Megan Mullally, Andrea Bowen, Joanna "JoJo" Levesque           | |
| Les Garçons et Guillaume, à table!                                       | Guillaume Gallienne                                     | França, Bélgica                                     | Comédia                             | Guillaume Gallienne, André Marcon, Françoise Fabian                                                          | trad. Eu, Mamãe e os Meninos Uma mulher da alta sociedade tem três filhos, mas não considera um deles como seu                                                        |
| Gaydar                                                                   | Alvin B. Yapan                                          | Filipinas                                           | Comédia, Romance                    | Pauleen Luna, Tom Rodriguez, Rafael Rosell, Benedict Campos, Johnron Tañada, Olive Nieto                     | Uma mulher parece sempre se apaixonar por homens gays |
| Geography Club                                                           | Gary Entin                                              | EUA                                                 | Comédia                             | Cameron Deane Stewart, Justin Deeley, Meaghan Martin, Allie Gonino, Nikki Blonsky, Andrew Caldwell           | Baseado no romance homônimo de Brent Hartinger |
| Gerontophilia                                                            | Bruce LaBruce                                           | Canadá                                              | Drama                               | Walter Borden, Pier-Gabriel Lajoie, Marie-Hélène Thibault, Katie Boland                                      | |
| Getting Go: The Go Doc Project                                           | Cory Krueckeberg                                        | EUA                                                 | Drama                               | Tanner Cohen, Matthew Camp                                                                                   | Um universitário tímido fica obcecado com um gogo boy e finge filmar um documentário para se aproximar dele                                                           |
| Girl, Boy, Bakla, Tomboy                                                 | Wenn V. Deramas                                         | Filipinas                                           | Comédia                             | Vice Ganda, Maricel Soriano, Joey Marquez, Ruffa Gutierrez, Cristine Reyes                                   | Sobre quadrigêmeos; dois héteros, um gay, e uma lésbica |
| God Loves Uganda                                                         | Roger Ross Williams                                     | EUA                                                 | Documentário                        | | Mostra as tentativas de grupos evangélicos americanos de espalhar suas doutrinas de direita na Uganda                                                                 |
| Gore Vidal: The United States of Amnesia                                 | Nicholas D. Wrathall                                    | EUA                                                 | Documentário                        | Gore Vidal, Howard Auster, James Best                                                                        | trad. Gore Vidal e Os Estados Unidos da Amnésia Homenagem ao romancista, dramaturgo, ensaísta, roteirista e ativista político estadounidense Gore Vidal               |
| El gran circo pobre de Timoteo                                           | Lorena Giachino                                         | Chile, Argentina                                    | Documentário                        | Rene Valdes                                                                                                  | Um circo gay ativo desde 40 anos viaja por grandes e pequenas cidades com seu show de drag queens                                                                     |
| Le Grand Méchant Loup                                                    | Nicolas Charlet, Bruno Lavaine                          | França                                              | Comédia, Drama                      | Benoît Poelvoorde, Kad Merad, Fred Testot, Valérie Donzelli, Charlotte Le Bon, Zabou Breitman                | Remake do filme canadense de 2007 Les 3 P'tits Cochons, onde três irmãos tem que lidar com a doença terminal da mãe                                                   |
| Graupel Poetry                                                           | Bruce X. Saxway                                         | China                                               | Drama                               | Yang Junyu, Mao Yi, Zhao Shumei                                                                              | A relação entre um ator e seu namorado começa a se desfazer quando seu colega de trabalho é encontrado morto                                                          |
| Großer Mann ganz klein!                                                  | Sebastian Vigg                                          | Alemanha                                            | Fantasia, Comédia                   | Stephan Luca, Felicitas Woll, Sonja Kirchberger, Michael Markfort, Thomas Kügel, Kim Luisa Grotz             | Uma mulher que trabalha em uma fábrica de brinquedos tem que cuidar de seu excêntrico chefe quando este é magicamente encolhido                                       |
| The Happy Sad                                                            | Rodney Evans                                            | EUA                                                 | Drama                               | Leroy McClain, Sorel Carradine, Charlie Barnett, Cameron Scoggins                                            | Justapõe as histórias de dois casais de raças e sexualidades diferentes                                                                                               |
| Hawaii                                                                   | Marco Berger                                            | Argentina                                           | Romance                             | Manuel Vignau, Mateo Chiarino, Luz Palazón, Antonia De Michelis, Manuel Martínez Sobrado                     | |
| He’s Way More Famous Than You                                            | Michael Urie                                            | EUA                                                 | Comédia                             | Ralph Macchio, Halley Feiffer, Ryan Spahn, Michael Chernus, Tracee Chimo, Mamie Gummer                       | trad. Minha Desconhecida Fama Uma aspirante a atriz rouba um script e tenta fazer um filme com seu irmão e o namorado dele                                            |
| Heterosexual Jill                                                        | Michelle Ehlen                                          | EUA                                                 | Comédia, Romance                    | Jen McPherson, Michelle Ehlen, Keye Chen, Shaela Cook, Geovanni Gopradi, Lauren Nash                         | Uma autoproclamada ex-lésbica procura sua ex-namorada para provar que não sente mais nada por ela                                                                     |
| Hidden Hills                                                             | Dan Steadman                                            | EUA                                                 | Comédia, Romance                    | Tim O'Leary, Ted Trent, Jane Wiedlin, Karen Forman, Richy Cumba                                              | Em 1964, um corretor de imóveis deve resistir às normas sociais para se casar com seu parceiro                                                                        |
| Hot Guys with Guns                                                       | Doug Spearman                                           | EUA                                                 | Ação, Comédia, Romance              | Marc Anthony, Samuel Brian McArdle, Trey McCurley, Darryl Stephens, Joan Ryan, Jay Huguley                   | Dois detetives ex-namorados devem resolver um caso juntos |
| How We Got Gay                                                           | Marc de Guerre                                          | Canadá                                              | Documentário                        | Peter Staley                                                                                                 | Mostra a evolução do ativismo LGBT |
| Ang Huling Cha-Cha ni Anita                                              | Sigrid Andrea Bernardo                                  | Filipinas                                           | Drama, Comédia                      | Angel Aquino, Therese Malvar, Jay Bordon, Marcus Madrigal, Lui Manansala, Solomon de Guzman                  | Uma garota de 12 anos se apaixona pela nova moça na cidade, a quem reencontra anos depois                                                                             |
| Hunter                                                                   | Ian Samplin                                             | EUA                                                 | Drama                               | Jack Falahee, Giles Matthey, Ella Hatamian, Amos Poe, Quinn Meyers, Michael Hobbs                            | Dois amigos competem pela atenção de um estranho que apareceu em sua porta                                                                                            |
| I Always Said Yes: The Many Lives of Wakefield Poole                     | Jim Tushinski                                           | EUA                                                 | Documentário                        | Tim Kincaid, Wakefield Poole, Marvin Shulman, Linda Williams                                                 | Um retrato do cineasta, dançarino, e coreógrafo Wakefield Poole |
| I Am Divine                                                              | Jeffrey Schwarz                                         | EUA                                                 | Documentário                        | Divine, John Waters, Ricki Lake, Lisa Jane Persky, Bruce Vilanch, Mink Stole                                 | trad. Eu sou Divine Retrata parte da vida e carreira da excêntrica drag queen americana Divine                                                                        |
| I’m a Porn Star                                                          | Charlie David                                           | Canadá, EUA                                         | Documentário                        | Rafael Alencar, Mark Bessenger, Laurie Betito, Duncan Black, Andrew Christian, Bobby Clark                   | Acompanha as vidas de atores pornográficos da internet |
| Ich fühl mich Disco                                                      | Axel Ranisch                                            | Alemanha                                            | Comédia, Drama                      | Heiko Pinkowski, Christina Große, Rosa von Praunheim, Talisa Lilly Lemke, Robert Alexander Baer              | Após a morte da esposa, um homem tem que aprender a lidar com seu filho excêntrico que está descobrindo sua sexualidade                                               |
| Iglú                                                                     | Diego Ruiz                                              | Chile                                               | Drama                               | Diego Ruiz, Camila Hirane, Alessandra Guerzoni, Alejandro Goic, María Soledad Cabrol                         | [ 119 ] |
| Ignasi M.                                                                | Ventura Pons                                            | Espanha                                             | Documentário                        | Ignasi Millet, Mercè Bonaventura, Jusep Boya, José Moltó, Mercè Arderol, Bernat Millet;                      | Segue um excêntrico curador de museu gay, catalão, e soropositivo |
| In Bloom                                                                 | Chris Michael Birkmeier                                 | EUA                                                 | Drama                               | Kyle Wigent, Tanner Rittenhouse, Adam Fane                                                                   | Dois jovens experienciam a dor da separação do primeiro amor enquanto um assassino em série aterroriza Chicago                                                        |
| L'Inconnu du lac                                                         | Alain Guiraudie                                         | França                                              | Crime, Drama                        | Pierre Deladonchamps, Christophe Paou, Patrick d'Assumçao                                                    | Um lago vira um point para nudistas durante o verão e palco de um assassinato                                                                                         |
| Indésirables                                                             | Philippe Barassat                                       | França                                              | Drama                               | Jérémie Elkaïm, Béatrice de Staël, Bastien Bouillon, Valentine Catzéflis, Sarah Pierret, Brahim Ahmadouche   | Um jovem enfermeiro perde seu emprego e vira 'assistente sexual' de pessoas com deficiência para pagar pelos estudos de sua noiva                                     |
| India Blues: Eight Feelings                                              | George Markakis                                         | Alemanha                                            | Drama, Romance                      | Christoph Forny, Yiannis Kolios                                                                              | [ 123 ] |
| Interior. Leather Bar.                                                   | James Franco, Travis Mathews                            | EUA                                                 | Documentário, Drama                 | Val Lauren, Christian Patrick, James Franco, Travis Mathews                                                  | Docudrama que reimagina 40 minutos de cenas deletadas do filme Cruising de 1980                                                                                       |
| Isn’t It Delicious                                                       | Michael Patrick Kelly                                   | EUA                                                 | Comédia, Drama                      | Kathleen Chalfant, Keir Dullea, Alice Ripley, Malachy McCourt, Robert LuPone, Mia Dillon                     | Após descobrir tem câncer de pulmão terminal, uma mulher tenta se reconciliar com seus filhos, seu marido, e sua ex-amiga                                             |
| Jazz in Love                                                             | Baby Ruth Villarama                                     | Filipinas                                           | Documentário                        | Theodor Rutkowski, Ernesto Tigaldao Jr.                                                                      | Um homem deixa Dávao para poder se casar com seu namorado alemão |
| Jellyfish (ジェリー・フィッシュ)                                         | Shusuke Kaneko                                          | Japão                                               | Drama, Comédia                      | Mio Ohtani, Rumi Hanai, Naomi Akimoto, Yû Chidai, Kôtarô Kakimoto, Ryôsuke Kawamura                          | O relacionamento entre duas adolescentes desconectadas de seus colegas                                                                                                |
| Jirafas                                                                  | Kiki Álvarez                                            | Panamá, Cuba, Colômbia                              | Drama                               | Yasmani Guerrero, Olivia Manrufo, Claudia Muñiz                                                              | Uma jovem despejada se recusa a sair de seu apartamento e passa a dividi-lo com um casal                                                                              |
| John Apple Jack                                                          | Monika Mitchell                                         | Canadá                                              | Comédia, Romance                    | Chris McNally, Kent S. Leung, McKenzi Scott, Manny Jacinto                                                   | Um homem reencontra sua paixão de infância, que infelizmente está noivo de sua irmã                                                                                   |
| Julia                                                                    | Johanna Jackie Baier                                    | Alemanha, Lituânia                                  | Documentário                        | Julia Krivickas, Wlodzimierz Lerch, Ricardas Orzichovskis, Vitalij Berezudskij, Renate Lusis                 | Segue a vida complicada de uma prostituta transexual de Klaipeda por mais de 10 anos                                                                                  |
| Just Gender                                                              | George Zuber                                            | EUA                                                 | Documentário                        | Bebe Neuwirth, Angelica Ross, Masen Davis, Jamison Green, Daniel James Friedman                              | Examina as experiências de pessoas trans |
| Kerron sinulle kaiken                                                    | Simo Halinen                                            | Finlândia                                           | Drama                               | Leea Klemola, Peter Franzén, Ria Kataja                                                                      | trad. Eu Vou Lhe Dizer Tudo Uma mulher que acaba de ter uma cirurgia de redesignação de gênero tenta achar amor e se reaproximar da filha adolescente                 |
| Kill for Me                                                              | Michael Greenspan                                       | Canadá                                              | Suspense, Drama                     | Katie Cassidy, Tracy Spiridakos, Donal Logue, Adam DiMarco, Shannon Chan-Kent, Torrance Coombs               | Uma universitária cria um forte laço com sua colega de quarto quando as duas percebem que sofreram com homens no passado                                              |
| Kill Your Darlings                                                       | John Krokidas                                           | EUA                                                 | Drama, Crime                        | Daniel Radcliffe, Elizabeth Olsen, Dane DeHaan, Michael C. Hall, Ben Foster, Jack Huston                     | |
| Kink                                                                     | Christina Voros                                         | EUA                                                 | Documentário                        | Peter Ackworth, Maitresse Madeline Marlowe, Chris Norris, Princess Donna, James Deen, Remy LaCroix           | Revela o mundo dos fetiches, focando no site Kink.com |
| Last Summer                                                              | Mark Thiedeman                                          | EUA                                                 | Drama, Romance                      | Samuel Pettit, Sean Rose, Roben R. Sullivant, Byron Taylor, Deb Lewis                                        | Dois jovens namorados passam seu último verão juntos em uma cidade rural                                                                                              |
| Leather                                                                  | Patrick McGuinn                                         | EUA                                                 | Drama, Romance, Comédia             | Chris Graham, Andrew Glaszek, Jeremy Neal, Glenda Lauten, Sara Jecko, Valerie Ryan Miller                    | Um homem que vive nas montanhas se reencontra com um amigo de infância                                                                                                |
| Líbánky                                                                  | Jan Hřebejk                                             | República Checa, Eslováquia                         | Drama, Suspense                     | Anna Geislerová, Kristýna Badinková Nováková, Stanislav Majer, Jiri Cerny                                    | trad. Lua de Mel Um convidado inesperado interrompe a lua de mel de um casal                                                                                          |
| Lihis                                                                    | Joel Lamangan                                           | Filipinas                                           | Drama                               | Lovi Poe, Joem Bascon, Isabelle Daza, Jake Cuenca, Gloria Diaz, Raquel Villavicencio                         | Duas jovens procuram o padrinho desaparecido de uma delas e descobrem seu passado                                                                                     |
| Little Bi Peep                                                           | Jon Russell Cring, Anna Shields                         | EUA                                                 | Comédia                             | Anna Shields, Sara Jecko, Leigh Strimbeck, Tara Rule, Chuck Girard, Olivia Mogul                             | [ 137 ] |
| Little Gay Boy                                                           | Antony Hickling                                         | França                                              | Drama                               | Gaëtan Vettier, Manuel Blanc, Amanda Dawson                                                                  | Segue jovem gay do seu nascimento até a adolescência, onde experimenta sua sexualidade e limites                                                                      |
| Lord Montagu                                                             | Luke Korem                                              | EUA                                                 | Documentário                        | Oliver Tobias, Lorde Montagu de Beaulieu, Príncipe Michael de Kent, Jackie Stewart                           | Sobre o controverso aristocrata inglês Lorde Edward Montagu, preso por homossexualidade em 1954                                                                       |
| Lose Your Head                                                           | Stefan Westerwelle, Patrick Schuckmann                  | Alemanha                                            | Suspense, Drama                     | Fernando Tielve, Marko Mandić, Sesede Terziyan, Stavros Yagoulis, Jonás Berami, Jan Amazigh Sid              | trad. Perdendo a Cabeça Um turista espanhol festeiro se perde na noite de Berlim                                                                                      |
| Love Next Door (เลิฟ เน็กซ์ ดอร์)                                            | Thitipan Raksasat                                       | Tailândia                                           | Comédia, Romance                    | Angkul Jeennukul, Top Smith, Poppy Lee, Kath Kangpiboon, Piyawan Jaising, Kanitta Ratanawarangkul            | Um jovem foge para a casa de um amigo, onde pessoas o visitam procurando o garoto de programa que mora ao lado                                                        |
| Love Syndrome (รักโง่ๆ)                                                    | Pantham Thongsangl                                      | Tailândia                                           | Drama, Romance, Comédia             | Keerati Mahapreukpong, Leo Saussay, Phakin Khamwilaisak, Kittisak Patomburana                                | Segue quatro histórias de romance |
| Love Will Tear Us Apart                                                  | Azure Valencia                                          | EUA                                                 | Romance                             | Kaleigh Macchio, August Roads, Azure Valencia                                                                | Um triângulo amoroso se forma quando dois amigos se apaixonam pelo mesmo homem                                                                                        |
| La Luciérnaga                                                            | Ana Maria Hermida                                       | Colômbia, EUA                                       | Drama, Romance, Fantasia            | Olga Segura, Carolina Guerra, Manuel José Chávez, Andrés Aranburo                                            | trad. O Vagalume Depois da morte do irmão, uma mulher conhece e se apaixona pela noiva dele Conhecido como o primeiro filme lésbico da Colômbia                       |
| Lucky                                                                    | Laura Checkoway                                         | EUA                                                 | Documentário                        | Lucky Torres                                                                                                 | A história de uma mulher sem-teto e sua irmã |
| Luna Park                                                                | Steven Vasquez                                          | EUA                                                 | Drama                               | Laura Reilly, Brent Michael, Taylor Caldwell, Brandon Ryan Puleio, Alberto Rodriguez, Michael Adrian         | Uma produtora de cinema gay envia seu braço direito para cuidar de seu irmão mais novo                                                                                |
| Married and Counting                                                     | Allan Piper                                             | EUA                                                 | Documentário                        | Pat Dwyer, Stephen Mosher, Vince Gatton, Laurelle Rethke                                                     | Um casal gay celebra seu 25° aniversário ao viajar para todos os estados que permitem seu casamento                                                                   |
| Matterhorn                                                               | Diederik Ebbinge                                        | Países Baixos                                       | Comédia, Drama                      | Ton Kas, René van 't Hof, Porgy Franssen, Michel Sluysmans, Elise Schaap, Alex Klaasen                       | trad. A Montanha Matterhorn A vida monótona de um viúvo de meia-idade se transforma com a chegada de um estranho                                                      |
| Max und die Anderen                                                      | Richard Rossmann                                        | Áustria, Alemanha, Ucrânia                          | Documentário                        | Dmytro Lisnychyi, Jan Grosser, Max Finger                                                                    | Segue relações íntimas na subcultura BDSM |
| McCanick                                                                 | Josh C. Waller                                          | EUA                                                 | Crime, Drama, Mistério              | Rachel Nichols, Mike Vogel, Ciaran Hinds, Cory Monteith, Trevor Morgan, David Morse                          | trad. Obsessão Perigosa Um detetive caça um jovem criminoso que sabe a verdade sobre seu passado                                                                      |
| Meet the GlamCocks                                                       | Vincent Rommelaere                                      | Austrália                                           | Documentário                        | Shane Jenek, Courtney Act                                                                                    | Sobre um acampamento exclusivamente gay no Festival Burning Man |
| Meth Head                                                                | Jane Clark                                              | EUA                                                 | Drama                               | Lukas Haas, Blake Berris, Necar Zadegan, Wilson Cruz, Lindsay Pulsipher, Theo Rossi                          | Um contador infeliz com sua vida e namorado se vicia em metanfetamina                                                                                                 |
| La mia mamma suona il rock                                               | Massimo Ceccherini                                      | Itália                                              | Comédia                             | Massimo Ceccherini, Antonio Fiorillo, Lallo Circosta, Cristina Del Basso, Alessandro Paci, Valeria Marini    | Um casal gay de designers de 50 anos querem tanto ter um filho que raptam um homem crescido                                                                           |
| Ming tian ji de ai shang wo (明天記得愛上我)                             | Arvin Chen                                              | Taiwan                                              | Comédia, Drama, Romance             | Richie Ren, Mavis Fan, Shih Chin-Hang, Hsia Yu-chiao, Lawrence Ko, Wong Ka-Lok                               | Um homem começa a questionar sua sexualidade enquanto ele e a esposa pensam em ter outro filho                                                                        |
| Minha Mãe é Uma Peça: O Filme                                            | André Pellenz                                           | Brasil                                              | Comédia                             | Paulo Gustavo, Mariana Xavier, Rodrigo Pandolfo, Suely Franco, Herson Capri, Ingrid Guimarães                | |
| Il mondo fino in fondo                                                   | Alessandro Lunardelli                                   | Itália                                              | Comédia, Drama                      | Luca Marinelli, Filippo Scicchitano, Alfredo Castro, Barbora Bobuľová, Manuela Martelli                      | Um jovem gay é convidado por seu irmão mais velho a ir para Barcelona                                                                                                 |
| Monster Pies                                                             | Lee Galea                                               | Austrália                                           | Drama, Romance                      | Tristan Barr, Lucas Linehan, Rohana Hayes, Marcel Reluctant, Katrina Maree, Marlene Magee                    | Um jovem se apaixona pelo novo garoto na escola |
| More Than Friendship                                                     | Timmy Ehegötz                                           | Alemanha                                            | Drama, Romance                      | Michèle Fichtner, Holger Foest, Jakob Philipp Graf                                                           | Segue o relacionamento entre três amigos, dois garotos e uma garota                                                                                                   |
| Mr. Angel                                                                | Dan Hunt                                                | EUA                                                 | Documentário                        | Buck Angel, Elayne Angel, Lux Alptraum, Sasha Grey, Dan Savage, Tristan Taormino                             | Sobre a vida do ativista trans e pioneiro na pornografia, Buck Angel                                                                                                  |
| Mumbai Police (മുംബൈ പോലീസ്)                                                   | Rosshan Andrrews                                        | Índia                                               | Suspense, Ação                      | Prithviraj Sukumaran, Jayasurya, Rahman                                                                      | [ 160 ] |
| My Other Me: A Film About Cosplayers                                     | Josh Laner                                              | Canadá                                              | Documentário                        | | Adolescentes e jovens adultos descobrem suas verdadeiras identidades através do cosplay                                                                               |
| My Prairie Home                                                          | Chelsea McMullan                                        | Canadá                                              | Documentário                        | Rae Spoon | Sobre o cantor e liricista trans Rae Spoon |
| Naked Opera                                                              | Angela Christlieb                                       | Luxemburgo                                          | Documentário                        | Marc Rollinger, Jordan Fox, Christian Alfred Kahrer                                                          | Um empresário com uma doença terminal esconde seu medo da morte ao se cercar de amantes e luxos                                                                       |
| Nan Goldin: I Remember Your Face                                         | Sabine Lidl                                             | Alemanha, Austrália, Suíça                          | Documentário                        | Nan Goldin                                                                                                   | Um retrato da fotógrafa nova-iorquina Nan Goldin |
| Naomi Campbel                                                            | Camila José Donoso, Nicolás Videla                      | Chile                                               | Drama                               | Paula Dinamarca, Ingrid Mancilla, Josefina Ramírez, Camilo Carmona, Juan Pablo Correa                        | Uma cartomante trans vai em um programa de TV e conhece uma imigrante empenhada em ficar igual à Naomi Campbell                                                       |
| Natan                                                                    | David Cairns, Paul Duane                                | Irlanda, EUA, Reino Unido, França                   | Documentário                        | Niall Greig Fulton, Serge Bromberg, Gisèle Casadesus, Gavin Mitchell                                         | A história do cineasta Bernard Natan, que dominou a indústria cinemática francesa dos anos 20 e 30                                                                    |
| Nepravdepodobná romance                                                  | Ivan Vojnár                                             | República Checa                                     | Drama, Romance                      | Berenika Kohoutová, Alzbeta Pazoutová                                                                        | [ 167 ] |
| The New Black                                                            | Yoruba Richen                                           | EUA                                                 | Documentário                        | | Examina a presença do movimento LGBT na comunidade afro-americana |
| Nichts mehr wie vorher                                                   | Oliver Dommenget                                        | Alemanha                                            | Drama                               | Annette Frier, Jonas Nay, Götz Schubert, Elisa Schlott, Jonathan Jacobsson, Bernadette Heerwagen             | trad. Acusado Um adolescente gay é falsamente acusado de matar um menino e é caçado pela comunidade                                                                   |
| Nô Otoko (脳男)                                                          | Tomoyuki Takimoto                                       | Japão                                               | Crime, Mistério                     | Toma Ikuta, Yasuko Matsuyuki, Yosuke Eguchi, Fumi Nikaido, Kensuke Owada, Ken Mitsuishi                      | [ 170 ] |
| No sé si cortarme las venas o dejármelas largas                          | Manolo Caro                                             | México                                              | Comédia, Drama                      | Luis Gerardo Méndez, Zuria Vega, Ludwika Paleta, Luis Ernesto Franco, Raúl Méndez, Rossy de Palma            | A vida de dois casais e uma mulher vivendo em um complexo de apartamentos muda com a chegada de um novo vizinho                                                       |
| Noche                                                                    | Leonardo Brzezicki                                      | Argentina, Itália                                   | Drama                               | Flavia Noguera, Jair Toledo, María Soldi, Nadyne Sandrone, Gaston Re, Julián Tello                           | Seis amigos retornam à fazenda onde seu amigo passou seus últimos dias                                                                                                |
| Noches de espera                                                         | Tiago Leão                                              | Espanha, Portugal                                   | Drama                               | Aviador Deluxe, Ainhoa Azcona, Shota Buadze, María Flores, Pierrick Fouilleux, Leire Igartua                 | Quatro jovens fazem de tudo para não passarem uma noite solitária em Madrid                                                                                           |
| Not a Still Life                                                         | Roberta Cantow                                          | EUA                                                 | Documentário                        | Steve Stone                                                                                                  | Um homem judeu idoso e gay fala sobre sua infância nos anos 50 e sua vida fora do armário dos 60 até os 80                                                            |
| Nurse 3-D                                                                | Douglas Aarniokoski                                     | EUA, Canadá                                         | Suspense, Terror                    | Paz de la Huerta, Katrina Bowden, Kathleen Turner, Judd Nelson, Corbin Bleu, Boris Kodjoe                    | trad. Nurse: A Enfermeira Assassina Uma enfermeira tem o hábito de matar homens infiéis                                                                               |
| Obrana i zaštita                                                         | Bobo Jelčić                                             | Croácia, Bósnia e Herzegovina                       | Drama                               | Bogdan Diklić, Nada Đurevska, Ivana Roščić, Rakan Rushaidat, Vinko Kraljević                                 | |
| One Zero One - Die Geschichte von Cybersissy & BayBjane                  | Tim Lienhard                                            | Alemanha                                            | Documentário, Biográfico, Fantasia  | Antoine Timmermans, Mourad Zerhouni, Gregory Rack, Amanda Lepore, Hans Timmermans                            | Misturando ficção com realidade, segue a vida da menor drag queen do mundo                                                                                            |
| Opium                                                                    | Arielle Dombasle                                        | França                                              | Musical, Drama, Comédia, Biográfico | Arielle Dombasle, Grégoire Colin, Niels Schneider, Hélène Fillières, Marisa Berenson, Julie Depardieu        | A relação entre Jean Cocteau e Raymond Radiguet no início dos anos 20                                                                                                 |
| The Other Shore                                                          | Timothy Wheeler                                         | EUA                                                 | Documentário                        | Diana Nyad, Bonnie Stoll, Luke Tipple                                                                        | As quatro tentativas da nadadora Diana Nyad de nadar de Cuba até a Flórida                                                                                            |
| Out in Ost-Berlin: Lesben und Schwule in der DDR                         | Andreas Strohfeldt, Jochen Hick                         | Alemanha                                            | Documentário                        | | Examina as vidas de gays e lésbica na Alemanha Oriental |
| Out in the Open                                                          | Royce Christyn                                          | EUA                                                 | Documentário                        | Eric Roberts, Eliza Roberts, Ben Milliken, Carson Kressley, Josh Strickland, Greg Louganis                   | Figuras da comunidade LGBT falam sobre suas experiências e enfrentam estereótipos                                                                                     |
| The Out List                                                             | Timothy Greenfield-Sanders                              | EUA                                                 | Documentário                        | Neil Patrick Harris, Ellen DeGeneres, Twiggy Pucci Garçon, Wanda Sykes, Dustin Lance Black, Cynthia Nixon    | trad. A Lista de Quem Saiu Celebridades e líderes da comunidade LGBT falam sobre sua existência no mundo moderno                                                      |
| Out of Iran                                                              | Farid Haerinejad                                        | EUA, Alemanha, Turquia, Reino Unido, Canadá, Suécia | Documentário                        | | A jornada de pessoas LGBT que fogem do Irã e viajam para o oeste |
| Papilio Buddha                                                           | Jayan K. Cherian                                        | Índia                                               | Drama                               | S. P. Sreekumar, Saritha Sunil, David Briggs, Kallen Pokkudan, Padmapriya, Prakash Bare                      | Mostra as atrocidades cometidas contra a comunidade dalit, as mulheres, e o meio ambiente                                                                             |
| La partida                                                               | Antonio Hens                                            | Espanha, Cuba                                       | Drama, Romance                      | Milton García, Reinier Díaz, Jenifer Rodríguez, Beatriz Méndez, Mirta Ibarra, Toni Cantó                     | trad. A Partida Dois rapazes cubanos vivem à beira da marginalidade e lutam para levar uma vida juntos                                                                |
| La pasión de Michelangelo                                                | Esteban Larraín                                         | Chile, Argentina, França                            | Drama                               | Sebastián Ayala, Patricio Contreras, Roberto Farías, Catalina Saavedra, Alejandro Sieveking, Luis Dubó       | Durante a ditadura de Pinochet, um jovem engana a nação |
| Pelo malo                                                                | Mariana Rondón                                          | Venezuela, Alemanha, Peru, Argentina                | Drama                               | Samuel Lange Zambrano, Samantha Castillo, Beto Benitez, Nelly Ramos, María Emilia Sulbarán                   | |
| Peyote                                                                   | Omar Flores Sarabia                                     | México                                              | Drama, Romance                      | Joe Diazzi, Carlos Luque                                                                                     | Dois jovens viajam pelo deserto a procura de peiote, uma planta alucinógena                                                                                           |
| Philippino Story                                                         | Benji Garcia                                            | Filipinas                                           | Drama                               | Mark Gil, Jun Jun Quintana, Nor Domingo, Kimmy Maclang, Rolando Inocencio, Martha Comia                      | O relacionamento entre dois homens é ameaçado quando um deles começa a se prostituir para sustentar sua família                                                       |
| Philomena                                                                | Stephen Frears                                          | Reino Unido                                         | Drama                               | Judi Dench, Steve Coogan, Michelle Fairley, Barbara Jefford, Anna Maxwell Martin, Mare Winningham            | Baseado no livro The Lost Child of Philomena Lee de Martin Sixsmith                                                                                                   |
| Una piccola impresa meridionale                                          | Rocco Papaleo                                           | Itália                                              | Comédia                             | Barbora Bobulova, Giorgio Colangeli, Giovanni Esposito, Mela Esposito, Sarah Felberbaum, Giuliana Lojodice   | [ 189 ] |
| Pit Stop                                                                 | Yen Tan                                                 | EUA                                                 | Romance, Drama                      | Bill Heck, Marcus DeAnda, Amy Seimetz, Alfredo Maduro                                                        | Dois homens de uma cidade pequena do Texas começam um relacionamento depois de se encontrarem em um posto de gasolina                                                 |
| Płynące wieżowce                                                         | Tomasz Wasilewski                                       | Polônia                                             | Drama                               | Mateusz Banasiuk, Marta Nieradkiewicz, Bartosz Gelner, Katarzyna Herman, Izabela Kuna                        | Primeira produção polaca que lida principalmente com questões relacionadas a homossexualidade                                                                         |
| Porno                                                                    | Adolfo Alix Jr.                                         | Filipinas                                           | Drama, Erótico                      | Angel Aquino, Carlo Aquino, Rosanna Roces, Yul Servo, Ricky Davao, Allan Paule                               | Um assassino, um dublador, e uma mulher trans são conectados pela pornografia                                                                                         |
| Proxy                                                                    | Zack Parker                                             | EUA                                                 | Suspense, Drama, Terror             | Alexia Rasmussen, Kristina Klebe, Alexa Havins, Joe Swanberg, Brittany Wagner, Faust Checho                  | Após ser desfigurada por uma figura mascarada, uma mulher grávida encontra consolo em um grupo de apoio                                                               |
| Puppylove                                                                | Delphine Lehericey                                      | Bélgica, França, Suíça, Luxemburgo                  | Drama, Romance                      | Solène Rigot, Audrey Bastien, Vincent Perez, Vadim Goldberg                                                  | [ 193 ] |
| Qissa: The Tale of a Lonely Ghost                                        | Anup Singh                                              | Índia, Alemanha                                     | Drama                               | Irrfan Khan, Tillotama Shome, Rasika Dugal, Tisca Chopra, Faezeh Jalali, Sonia Bindra                        | Um homem pode ter os segredos de sua família revelados quando seu filho mais novo se casa                                                                             |
| Quebranto                                                                | Roberto Fiesco                                          | México                                              | Documentário                        | Fernando García Ortega, Lilia Ortega, Jorge Fons, Patricio Pereda, Bruce Jazz, Jaime Said García             | Sobre Coral Bonelli, mulher trans antes conhecida como o ator mirim Pinolito durante os anos 70                                                                       |
| Queer Artivism                                                           | Maša Zia Lenárdič, Anja Wutej                           | Eslovênia                                           | Documentário                        | João Federici, Juanan Martínez, Matthew Mishory, Slavica Parlov, João Ferreira, Maria Laura Annibali         | Um olhar por 5 festivais de cinema LGBT diferentes |
| Quellen des Lebens                                                       | Oskar Roehler                                           | Alemanha                                            | Drama, Romance                      | Jürgen Vogel, Meret Becker, Moritz Bleibtreu, Lavinia Wilson, Kostja Ullmann, Sonja Kirchberger              | trad. Fontes de Vida |
| Quick Change                                                             | Eduardo Roy Jr.                                         | Filipinas                                           | Drama                               | Mimi Juareza, Jun-Jun Quintana, Miggs Quaderno                                                               | Uma mulher trans promete a seus clientes uma beleza indolor, através de cirurgias para ajudá-los a vencer concursos de beleza                                         |
| R/Evolve                                                                 | William Maria Rain                                      | EUA                                                 | Drama, Comédia                      | Maximillian Davis, Lowell Deo, Lil'Snoopy Fujikawa, Seema Bahl, Devin Martha Rodger, Paul Sobrie             | A criatividade de um homem é despertada quando ele conhece um mochileiro queer radical                                                                                |
| Rainbows Are Real                                                        | Ritesh Sharma                                           | Índia                                               | Documentário                        | Shilpa Shukla                                                                                                | Sobre a realidade da comunidade hijra na sociedade indiana |
| Red Lodge                                                                | Dan Steadman                                            | EUA                                                 | Comédia, Romance, Drama             | Richard Pierre-Louis, Joseph Lim Kim, Stephnie Weir, Diane Kylander                                          | Um homem propõe casamento para seu namorado indeciso |
| La religieuse                                                            | Guillaume Nicloux                                       | França                                              | Drama                               | Pauline Étienne, Isabelle Huppert, Louise Bourgoin, Martina Gedeck, Agathe Bonitzer                          | trad. A Religiosa Uma jovem é enviada a um convento contra sua vontade                                                                                                |
| Remedy                                                                   | Cheyenne Picardo                                        | EUA                                                 | Drama                               | Kira Davies, Ashlie Atkinson, Ubrankovics Júlia, Rachel Soll, Jennifer Laine, Williams Monica, Blaze Leavitt | Uma jovem precisa confrontar seus limites entra no mundo profissional da dominação e submissão                                                                        |
| Les rencontres d'après minuit                                            | Yann Gonzalez                                           | França                                              | Drama, Erótico                      | Kate Moran, Niels Schneider, Nicolas Maury, Eric Cantona, Fabienne Babe, Alain-Fabien Delon                  | |
| Return to Babylon                                                        | Alex Monty Canawati                                     | EUA                                                 | Histórico, Comédia, Drama           | Jennifer Tilly, María Conchita Alonso, Tippi Hedren, Debi Mazar, Ione Skye, Rolonda Watts                    | Os escândalos e as vidas decadentes das maiores estrelas de cinema dos anos 20                                                                                        |
| Il Rosa Nudo                                                             | Giovanni Coda                                           | Itália                                              | Biográfico, Drama, Experimental     | Gianni Detori, Italo Medda, Sergio Anrò, Gianni Loi, Francesco Ottonello                                     | Inspirado na vida do escritor Pierre Seel, sobrevivente do holocausto                                                                                                 |
| Rosie                                                                    | Marcel Gisler                                           | Suíça                                               | Drama                               | Fabian Krüger, Sibylle Brunner, Sebastian Ledesma, Judith Hofmann                                            | Um escritor gay com um bloqueio de criatividade retorna para casa para cuidar de sua mãe idosa excêntrica                                                             |
| Rozkoš                                                                   | Jitka Rudolfová                                         | República Checa                                     | Drama                               | Jana Plodková, Martin Myšička, Jan Budař, Jaroslav Plesl, Václav Neužil, Martin Pechlát                      | [ 207 ] |
| The Rugby Player                                                         | Scott Gracheff                                          | EUA                                                 | Documentário                        | Mark Bingham, Alice Hoglan                                                                                   | Um jogador de rugby gay inspira sua mãe a lutar pelos direitos LGBT                                                                                                   |
| São Paulo em Hi-Fi                                                       | Lufe Steffen                                            | Brasil                                              | Documentário                        | Elisa Mascaro, Kaká di Polly, Gretta Starr, Miss Biá, João Silvério Trevisan, James Green                    | Sobre a vida noturna gay de São Paulo nas décadas de 60, 70, e 80 |
| Sarah préfère la course                                                  | Chloé Robichaud                                         | Canadá                                              | Drama                               | Sophie Desmarais, Jean-Sébastien Courchesne, Geneviève Boivin-Roussy, Hélène Florent, Micheline Lanctôt      | trad. Sarah prefere correr Uma jovem corredora é convidada para entrar para equipe de uma universidade de Montreal, mas precisará deixar sua mãe controladora         |
| Sarebbe stato facile                                                     | Graziano Salvadori                                      | Itália                                              | Comédia                             | Graziano Salvadori, Niki Giustini, Katia Beni, Cristina De Pin, Massimo Ceccherini, Giorgio Panariello       | Dois casais, um gay e um lésbico, querem se casar mas precisam manter as aparências                                                                                   |
| Sato-Ke no Choushoku, Suzuki-Ke no Yuushoku (佐藤家の朝食、鈴木家の夕食) | Shô Tsukikawa                                           | Japão                                               | Drama, Romance                      | Kento Yamazaki, Ryoko Kobayashi, Yuki Yamada, Masaki Miura, Miho Tsumiki                                     | Um garoto e suas duas mães viram vizinhos de uma garota e seus dois pais                                                                                              |
| School Girl Complex Hōsōbu Hen (スクールガール コンプレックス 放送部篇)  | Yûichi Onuma                                            | Japão                                               | Drama                               | Aoi Morikawa, Mugi Kadowaki, Maaya Kondo, Aoi Yoshikura, Ayuri Konno, Tsukina Takai                          | Em uma escola de meninas, uma adolescente do clube de radialistas fica fascinada pelo novo membro                                                                     |
| See You Next Tuesday                                                     | Drew Tobia                                              | EUA                                                 | Drama, Comédia                      | Eleanore Pienta, Dana Eskelson, Molly Plunk, Keisha Zollar                                                   | Uma jovem grávida atrapalha as vidas de sua mãe alcoólatra e sua irmã lésbica durante um colapso nervoso                                                              |
| Seki A Oe: A Crazy Samoan Love Story                                     | Zena Iese                                               | Samoa Americana                                     | Comédia                             | Tai Williams, Kristina Vaeao, Princess Auvaa, Mike Burke, Shane Cha, Faafua Cummings                         | Após ser rejeitado, um homem romântico conhece uma mulher fa'afafine                                                                                                  |
| A Self-Made Man                                                          | Lori Petchers                                           | EUA                                                 | Documentário                        | Tony Ferraiolo                                                                                               | A vida e trabalho do ativista trans Tony Ferraiolo |
| Shift                                                                    | Siege Ledesma                                           | Filipinas                                           | Drama, Romance                      | Yeng Constantino, Felix Roco, Alex Vincent Medina, Matthew Valeña, Thyszen Estrada, Vanessa Marquez          | Uma telefonista preguiçosa se apaixona por seu colega de trabalho gay                                                                                                 |
| Side Effects                                                             | Steven Soderbergh                                       | EUA                                                 | Suspense, Drama                     | Jude Law, Rooney Mara, Channing Tatum, Catherine Zeta-Jones, Vinessa Shaw, Ann Dowd                          | |
| Simone                                                                   | Juan Zapata                                             | Brasil                                              | Drama                               | Simone Telecchi, Roberto Birindelli, Natalia Mikeliunas, Ohana Homem, Luís Fernando Veríssimo                | Uma mulher reavalia sua sexualidade |
| Snails in the Rain (שבלולים בגשם)                                        | Yariv Mozer                                             | Israel                                              | Drama                               | Yoav Reuveni, Moran Rosenblatt, Yariv Mozer, Yehuda Nahari, Hava Ortman                                      | |
| Sobre Sete Ondas Verdes Espumantes                                       | Bruno Polidoro, Cacá Nazario                            | Brasil                                              | Documentário                        | Maria Adelaide Amaral, Marcos Breda, Adriana Calcanhotto, Grace Gianoukas                                    | Construído através da vida e obra de Caio Fernando Abreu, percorre as cidades visitadas pelo escritor antes de sua morte                                              |
| Solo                                                                     | Marcelo Briem Stamm                                     | Argentina                                           | Drama                               | Laura Agorreca, Carlos Echevarría, Patricio Ramos, Mario Verón, Mike Zubi                                    | |
| Ein Sommer in Amalfi                                                     | Jorgo Papavassiliou                                     | Alemanha                                            | Comédia, Romance                    | Ann-Kathrin Kramer, Carlos Leal, Steffen Groth, Armando Dotto, Marie Nasemann, Carlo Degen                   | Após quebrar sua perna, um escritor de guias de viagem gay tem que receber a ajuda de sua editora para terminar seu trabalho                                          |
| Somos Tão Jovens                                                         | Antonio Carlos da Fontoura                              | Brasil                                              | Biográfico, Drama                   | Thiago Mendonça, Sandra Corveloni, Marcos Breda, Bianca Comparato, Laila Zaid, Bruno Torres                  | Sobre a juventude do cantor Renato Russo |
| Southern Baptist Sissies                                                 | Del Shores                                              | EUA                                                 | Drama                               | Emerson Collins, Leslie Jordan, Dale Dickey, William Belli, Newell Alexander, Luke Stratte-McClure           | Versão filmada da peça homônima sobre quatro jovens gays criados na Igreja Batista                                                                                    |
| The Stag                                                                 | John Butler                                             | Irlanda                                             | Comédia, Drama                      | Andrew Scott, Hugh O'Conor, Peter McDonald, Brian Gleeson, Michael Legge, Andrew Bennett                     | Uma despedida de solteiro ao ar livre tem tudo para dar errado |
| Submerge                                                                 | Sophie O’Connor                                         | Austrália                                           | Drama, Romance                      | Lily Hall, Christina Hallett, Kevin Dee, Georgia Bolton, Andrew Curry, Kath Gordon                           | Uma universitária tenta seduzir sua tutora |
| Tamam Mıyız?                                                             | Çağan Irmak                                             | Turquia                                             | Drama                               | Aras Bulut Iynemli, Deniz Celiloglu, Sumru Yavrucuk, Aslı Enver                                              | Um escultor gay começa a sonhar com um jovem que sofre de tetra-amelia                                                                                                |
| Tatuagem                                                                 | Hilton Lacerda                                          | Brasil                                              | Comédia, Drama                      | Jesuíta Barbosa, Irandhir Santos, Rodrigo García, Sylvia Prado                                               | |
| Test                                                                     | Chris Mason Johnson                                     | EUA                                                 | Drama                               | Kevin Clarke, Kristoffer Cusick                                                                              | Sobre o primeiro exame de HIV efetivo em 1985 |
| They Glow in the Dark                                                    | Panagiotis Evangelidis                                  | Grécia                                              | Documentário                        | Jim Baysinger, Mikal Glaab                                                                                   | Dois homens gays de meia-idade decidem se mudar para uma casa decadente em Nova Orleans                                                                               |
| Timeline (เพราะรักไม่สิ้นสุด)                                                 | Tanakorn Bangpao                                        | Tailândia                                           | Romance                             | Umpon Tumkumkaew, Natthaphat Wiriyanukhol, Wuchcharapol Phringtrakool, Sanachay Pattawan                     | Segue três histórias de amor entre homens |
| Tom à la ferme                                                           | Xavier Dolan                                            | Canadá                                              | Drama                               | Xavier Dolan, Pierre-Yves Cardinal, Évelyne Brochu, Manuel Tadros, Lise Roy                                  | Baseado na peça homônima de Michel Marc Bouchard |
| Tres bodas de más                                                        | Javier Ruiz Caldera                                     | Espanha                                             | Comédia, Romance                    | Inma Cuesta, Martiño Rivas, Quim Gutiérrez, Laura Sánchez, María Botto, Bárbara Santa-Cruz                   | Uma mulher é convidada para os casamentos de três ex-namorados |
| Triple Crossed                                                           | Sean Paul Lockhart                                      | EUA                                                 | Mistério, Suspense                  | Jack Brockett, Laura Reilly, Sean Paul Lockhart, Addison Graham                                              | Um homem é contratado para matar uma pessoa que ele jurou proteger no leito de morte do seu melhor amigo                                                              |
| Truth                                                                    | Rob Moretti                                             | EUA                                                 | Suspense                            | Sean Paul Lockhart, Rob Moretti, Blanche Baker                                                               | Um homem se apaixona por outro com transtorno de personalidade |
| Tru Love                                                                 | Shauna MacDonald, Kate Johnston                         | Canadá                                              | Romance, Drama                      | Kate Trotter, Shauna MacDonald, Peter MacNeill, Christine Horne, Anna Cyzon, Tattiawna Jones                 | Uma mulher lésbica com problemas de comprometimento conhece uma mãe viúva visitando a filha trabalhadora                                                              |
| Tumbledown                                                               | Todd Verow                                              | EUA                                                 | Mistério, Drama, Romance            | Brad Hallowell, Todd Verow, Brett Faulkner                                                                   | Um triângulo amoroso leva os envolvidos ao sexo, drogas, álcool e romance                                                                                             |
| Two: The Story of Roman & Nyro                                           | Heather M. Winters                                      | EUA                                                 | Documentário                        | Desmond Child, Curtis Shaw Child, Roman Shaw Child, Nyro Shaw Child, Jon Bon Jovi, Joan Jett                 | Segue a jornada do músico Desmond Child e seu parceiro para construir uma família                                                                                     |
| O Uivo da Gaita                                                          | Bruno Safadi                                            | Brasil                                              | Drama                               | Mariana Ximenes, Leandra Leal, Jiddu Pinheiro                                                                | |
| Ukraine is not a Brothel                                                 | Kitty Green                                             | Austrália                                           | Documentário                        | Inna Shevchenko, Sasha Shevchenko, Anna Hutsol, Oksana Shachko, Andriy Haddad                                | A jornada da FEMEN, organização feminista ucraniana |
| Der Unfertige                                                            | Jan Soldat                                              | Alemanha                                            | Documentário                        | Klaus Johannes Wolf                                                                                          | Segue um homem gay de 60 anos que escolheu viver como escravo |
| Uomo                                                                     | Rafael Escolar                                          | Argentina                                           | Drama                               | Adrián Azaceta, Natalia di Cienzo, Maximiliano Gallo, Julio Pierangeli, Pablo Tolosa                         | Um advogado casado e com filhas se aproxima de uma prostituta trans                                                                                                   |
| Valentine Road                                                           | Marta Cunningham                                        | EUA                                                 | Documentário                        | | Investiga o assassinato do adolescente não-conformista Lawrence King, revelando os motivos que levaram ao crime                                                       |
| Vampire Boys 2: The New Brood                                            | Steven Vasquez                                          | EUA                                                 | Terror                              | David Alanson Bradberry, Addison Graham, Rob Hoflund, Ronnie Kerr, Will Branske, Quinn Jaxon                 | Continuação do filme de 2011 sobre um grupo de vampiros |
| Via Castellana Bandiera                                                  | Emma Dante                                              | Itália                                              | Drama, Comédia                      | Emma Dante, Alba Rohrwacher, Elena Cotta, Renato Malfatti, Dario Casarolo, Carmine Maringola                 | Duas mulheres perdidas nas ruas de Palermo entram em um intenso duelo                                                                                                 |
| Vic et Flo ont vu un ours                                                | Denis Côté                                              | Canadá                                              | Drama                               | Marc-André Grondin, Romane Bohringer, Pierrette Robitaille                                                   | trad. Vic+Flo Viram um Urso Segue um casal de lésbicas ex-presidiárias                                                                                                |
| La vida después                                                          | David Pablos                                            | México                                              | Drama                               | Américo Hollander, Rodrigo Azuela, María Renée Prudencio                                                     | trad. A Vida Depois Dois irmãos adolescentes procuram sua mãe desaparecida                                                                                            |
| La Vie d'Adèle                                                           | Abdellatif Kechiche                                     | França, Bélgica, Espanha                            | Drama                               | Adèle Exarchopoulos, Léa Seydoux, Salim Kechiouche, Aurélien Recoing, Catherine Salée                        | |
| Vigilo el camino                                                         | Pablo Aragüés                                           | Espanha                                             | Drama                               | Laura Contreras, Carmen Cuello, Irene Ferrándiz, Gerald B. Fillmore, Natalia Gómara                          | Após sofrer um aborto espontâneo, um mulher e seu marido conhecem uma jovem que os leva a uma comunidade liberal                                                      |
| Violence of the Mind                                                     | Alex Pucci                                              | EUA                                                 | Terror                              | Jon Fleming, Ryan Kibby, Jaclyn Marfuggi, Shoniqua Shandai, Daniel Rhyder                                    | Um jovem garçom conhece um homem mais velho sadomasoquista |
| Violette                                                                 | Martin Provost                                          | França, Bélgica                                     | Biográfico, Drama, Romance          | Emmanuelle Devos, Sandrine Kiberlain, Olivier Gourmet, Frans Boyer, Catherine Hiegel, Jacques Bonnaffé       | O encontro entre a escritora Violette Leduc e a filósofa Simone de Beauvoir                                                                                           |
| Voyage (遊)                                                              | Scud                                                    | Hong Kong, Taiwan                                   | Drama                               | Ryo van Kooten, Sebastian Castro, Adrian Ron Heung, Leon Hill, Haze Leung                                    | Um jovem psiquiatra viaja em um barco de luxo para reencontrar antigos pacientes                                                                                      |
| W imię...                                                                | Małgorzata Szumowska                                    | Polônia                                             | Drama                               | Andrzej Chyra, Mateusz Kosciukiewicz, Maria Maj, Maja Ostaszewska, Tomasz Schuchardt, Łukasz Simlat          | Sobre um padre homossexual na Polônia rural |
| W ukryciu                                                                | Jan Kidawa-Blonski                                      | Polônia                                             | Drama                               | Magdalena Boczarska, Julia Pogrebinska, Tomasz Kot, Krzysztof Stroiński, Jacek Braciak, Agata Kulesza        | No final da Segunda Guerra, uma jovem passa a cuidar da garota judia escondida em sua casa após a prisão de seu pai                                                   |
| We Always Lie to Strangers                                               | AJ Schnack, David Boone Wilson                          | EUA                                                 | Documentário                        | Elisha Conner, Chip Holderman, Joe Tinoco, Tamra Tinoco                                                      | Quatro famílias artística se convergem em Branson, a Broadway do Missouri                                                                                             |
| We Steal Secrets: The Story of WikiLeaks                                 | Alex Gibney                                             | EUA                                                 | Documentário                        | Julian Assange, Chelsea Manning, Heather Brooke, Alex Gibney, Robert Manne, John 'Fuzface' McMahon           | trad. Roubamos Segredos - A História do Wikileaks Sobre a criação da organização WikiLeaks                                                                            |
| West Hollywood Motel                                                     | Matt Riddlehoover                                       | EUA                                                 | Comédia                             | Matt Riddlehoover, Andrew Callahan, Amy Kelly, Phil Leirness, Cesar D' La Torre, Starina Johnson             | Vidas de vários casais se cruzam em um motel em West Hollywood |
| Where I Am                                                               | Pamela Drynan                                           | Irlanda                                             | Documentário                        | Robert Drake                                                                                                 | O escritor gay estadounidense Robert Drake retorna a sua cidade natal 12 anos após ser vítima de um crime de ódio                                                     |
| Who’s Afraid of Vagina Wolf?                                             | Anna Margarita Albelo                                   | EUA                                                 | Comédia, Romance                    | Anna Margarita Albelo, Janina Gavankar, Guinevere Turner, Carrie Preston, Agnes Olech                        | trad. Quem Tem Medo de Vagina Wolf? Ao passar por uma crise, uma mulher encontra uma musa e decide fazer um remake de Quem Tem Medo de Virgínia Wolf? só com mulheres |
| William Yang: My Generation                                              | Martin Fox                                              | Austrália                                           | Documentário                        | William Yang                                                                                                 | A vida e o trabalho do fotógrafo de Sydney William Yang |
| Yokomichi Yonosuke (横道世之介)                                          | Shūichi Okita                                           | Japão                                               | Drama                               | Kengo Kora, Yuriko Yoshitaka, Sosuke Ikematsu, Ayumi Ito, Go Ayano, Aki Asakura                              | |
| Zimniy put' (Зимний путь)                                                | Lubov Lvova, Sergey Taramaev                            | Rússia                                              | Drama                               | Aleksey Frandetti, Evgeniy Tkachuk                                                                           | Um cantor clássico se apaixona por um bandido |
| Zwei Mütter                                                              | Anne Zohra Berrached                                    | Alemanha                                            | Drama                               | Karina Plachetka, Sabine Wolf, Florian Weber, Maarten Van Santen, Tilmann A. Müller, Joachim Welz            | trad. Duas Mães Um casal de lésbicas decidem se tornar mães mas as leis alemãs dificultam as coisas                                                                   |